# Oreogeton cymballista
Oreogeton cymballista är en tvåvingeart som beskrevs av Axel Leonard Melander 1927. Oreogeton cymballista ingår i släktet Oreogeton och familjen Oreogetonidae.
Artens utbredningsområde är British Columbia. Inga underarter finns listade i Catalogue of Life.